# Пузырёв, Николай Никитович
Никола́й Ники́тович Пузырёв (9 (22) ноября 1914, с. Яковлево, Вятская губерния — 1 октября 2005, Новосибирск) — советский и российский геофизик, гравиразведчик, сейсморазведчик, сейсмолог, академик АН СССР (с 26 декабря 1984) и РАН.

## Биография

### Ранние годы
Родился в селе Яковлево Елабужского уезда Вятской губернии (сейчас Татарстан) в семье Никиты Григорьевича и Прасковьи Андриановны Пузырёвых. В 1914-м году Никита Григорьевич был мобилизован на германский фронт, в 1918-году на короткое время вернулся домой, вступил в ряды Красной Армии и в 1919-м погиб. Воспитанием Николая занималась мать и дед по отцу, Григорий Федотович. Начальная школа в селе открылась только в 1923-м году, после Гражданской войны. Закончил её Николай в 1928-м году, в 14 лет. До 1930 года обучался в Елабужской средней школе. По настоянию дяди уехал с ним на заработки на нефтяной промысел Доссор (Казахстан), где завершил семилетнее обучение в 1931-м году, в 17 лет.

### Работа в Казахстане
В 1931-м году получил направление в гравиметрическую партию геологоразведочной конторы «Эмбанефть» (Гурьев) на работу младшим наблюдателем под руководством Э. Э. Фотиади. В том же году поступает в недавно открытый горно-нефтяной техникум в Гурьеве, в группу геофизиков. Среди преподавателей курса были Н. И. Буялов, Пётр Яковлевич Авров, Олег Алексеевич Шванк, Анатолий Митрофанович Юхно, Каждое лето Пузырёв работал в полевых партиях «Эмбанефть». В 1933 году работает под началом И. А. Шидловского.
Летом 1935 года уезжает на родину навестить мать. В 1936 году, после окончания техникума, работает топографом в сейсморазведочной партии. В конце 1935 года поступает на заочное отделение физического факультета Ленинградского университета.
Поступил на обучение на физический факультет ЛГУ в 1936 году, но успел окончить до войны четыре курса обучения. Одновременно в 1941 году учился в Ленинградском горном институте. С 1942 года работал в Казахстанской геофизической конторе Министерства нефтяной промышленности СССР (до 1950). Одновременно с 1945 года руководил геофизическими исследованиями в Казахстане. В 1950—1951 годах — консультант по геофизике в Румынии, с 1951 года жил в Москве.
В 1951—1959 годах работал в институте геофизических методов разведки, с 1959 года — в Институте геологии и геофизики СО АН СССР в Новосибирске. Там он получил учёную степень доктора технических наук (1961), в 1969 году — звание профессора. 1 июля 1966 года был избран членом-корреспондентом АН СССР и в том же году стал заместителем директора института. Преподавал до своей смерти.

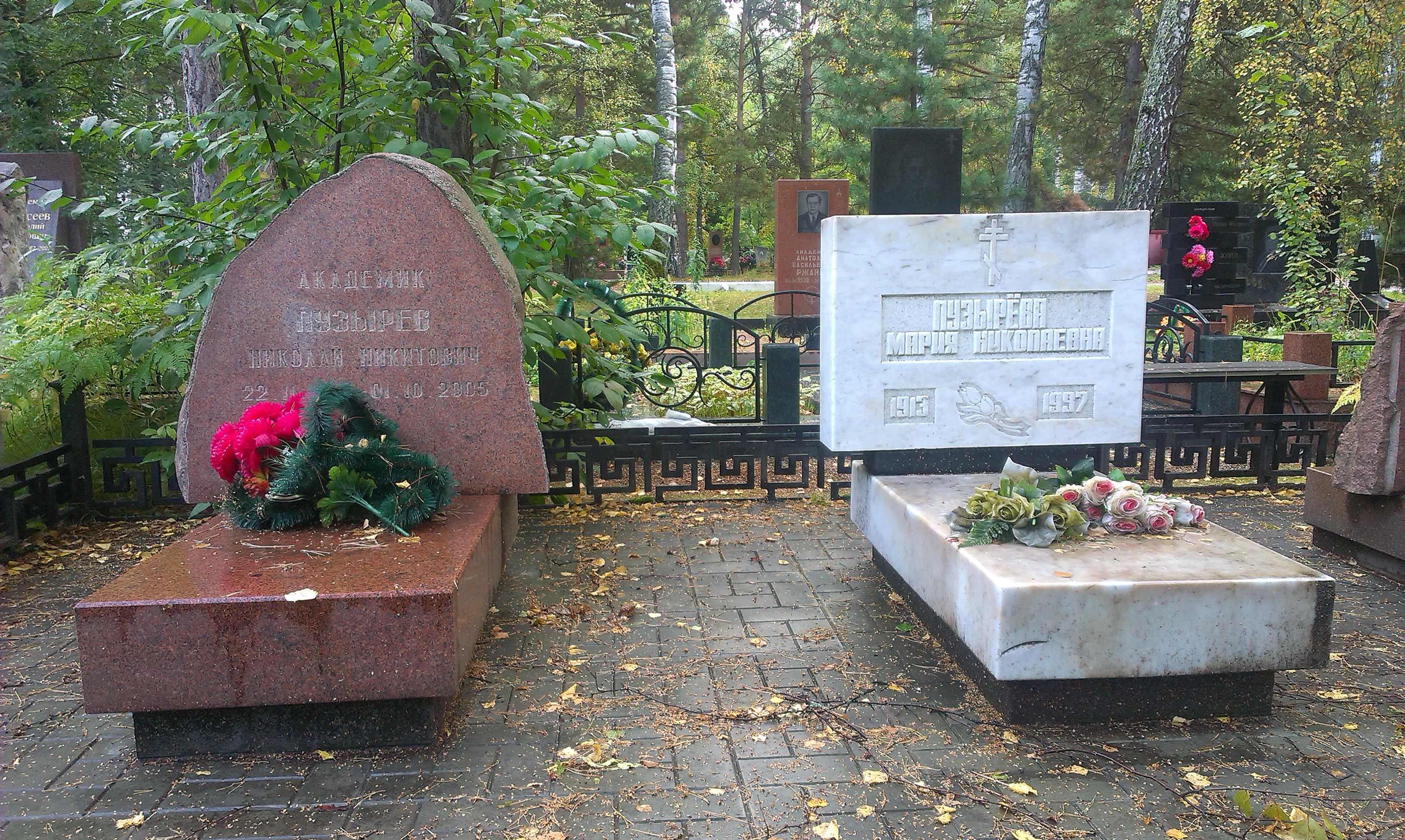
Могила Н. Н. Пузырёва на Южном кладбище

Похоронен в Новосибирске на Южном (Чербузинском) кладбище.

## Научная деятельность
Основные труды посвящены разведочной геофизике. Автор около 230 научных работ, из которых 11 монографий. Разработал теорию кинематической интерпретации сейсмических волн, создал метод многоволновых сейсмических исследований.
В научном творчестве Николая Никитовича прослеживаются три главных направления: теория кинематической интерпретации данных сейсморазведки, глубинные сейсмические исследования в Сибири и многоволновая сейсмика.
Последняя крупная монография — «Методы и объекты сейсмических исследований. Введение в общую сейсмологию» (1997). В 1999 году Николаю Никитовичу за эту книгу присуждена Государственная премия Российской Федерации в области наук о Земле.

## Основные работы
- Измерение сейсмических скоростей в скважинах, М., 1957.
- Интерпретация данных сейсморазведки методом отражённых волн, М., 1959.
- Временные поля отраженных волн и метод эффективных параметров. Новосибирск: Наука. Сиб. отд-ние, 1979.
- Методы сейсмических исследований. Новосибирск: Наука. Сибирское отделение, 1992.
- Записки геофизика. Новосибирск: Изд-во СО РАН НИЦ ОИГГМ, 1999.
- Методы и объекты сейсмических исследований. Введение в общую сейсмологию. — Новосибирск: СО РАН : ОИГГМ, 1999. — 299 с. — ISBN 5-7692-0033-2.

## Награды
- Орден Дружбы народов (21 ноября 1974)[6]
- орден «За заслуги перед Отечеством» IV степени (1998)
- Государственная премия СССР (1987)[2] за цикл работ «Физико-геологические основы многоволновой сейсморазведки», опубликованный в 1962—1985 гг.
- Государственная премия РФ (1999)[2]
- Премия имени Б. Б. Голицына РАН (1994)[7][2][8]
- Премия имени О. Ю. Шмидта РАН (1986)[9][2][8]
- орден Почёта (2004)

## Семья
- Мария Николаевна Пузырёва